# San Giovanni Evangelista (El Greco Madrid)
San Giovanni Evangelista è un dipinto del pittore cretese El Greco realizzato circa nel 1605 e conservato nel Museo del Prado di Madrid in Spagna. Entrò al Museo nel 1921, dalla collezione privata di César Cabañas Caballero.

## Descrizione

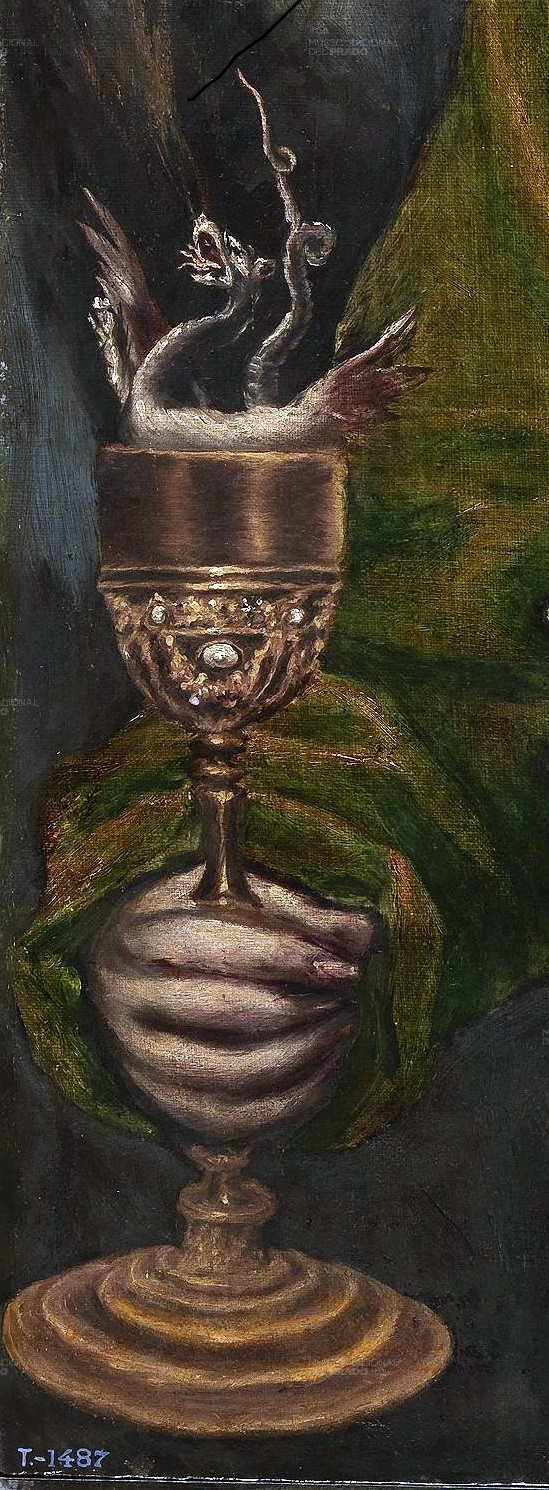
Dettaglio del calice

Si tratta di un'opera molto simile a quella che si trova nella cattedrale di Toledo. Spicca lo sfondo nuvoloso, che mette in risalto la figura al centro di Sn Giovanni Evangelista il quale reca con la mano destra un calice con un drago. Con la mano sinistra lo esibisce, tale atteggiamento fa pensare sia in fase di dialogo. L'esibizione fa riferimento ad un tentativo di avvelenamento da cui, secondo la tradizione, il Santo sarebbe uscito indenne.
Cremisi e verde giallastro collegano il lavoro con il manierismo. Si tratta di un'opera di rapida e abbozzata fattura, basata sui concetti di luce e spiritualità prevalenti nell'opera del pittore.